# Patrick Regan
Patrick Regan (* 1. September 1956) ist ein US-amerikanischer Politikwissenschaftler, der als Professor of Political Science and Peace Studies an der University of Notre Dame lehrt und forscht. 2013 amtierte er als Präsident der Peace Science Society (International).
Regan wurde 1992 an der University of Michigan zum Ph.D. promoviert. Bevor er an die University of Notre Dame ging, war er Professor an der neuseeländischen University of Canterbury und der Binghamton University. Er untersucht die politischen Reaktionen auf den Klimawandel sowie die Rolle externer Akteure bei der Entstehung von Kriegen und Bürgerkriegen.

## Schriften (Auswahl)
- The politics of global climate change. Paradigm Publishers, Boulder 2009, ISBN 978-1612057880.
- Sixteen million one. Understanding civil war. Paradigm Publishers, Boulder 2009, ISBN 978-1594516191.
- Civil wars and foreign powers. Outside intervention in intrastate conflict. University of Michigan Press, Ann Arbor 2000, ISBN 0472111256.
- Organizing societies for war. The process and consequences of societal militarization. Praeger, Westport 1994, ISBN 0275946703.